# 木野実
木野 実（きの みのる、1945年12月5日 - ）は、大阪府出身の元ハンドボール選手、指導者。1972年ミュンヘンオリンピックおよび1976年モントリオールオリンピックハンドボール全日本男子代表。
現在は環太平洋大学体育学部体育学科教授。

## 来歴
大阪府立寝屋川高等学校、立教大学卒業。
卒業後、湧永製薬に入社。1969年に創部した同社ハンドボール部（ワクナガレオリック）1期生であり、創部時の8人のうちの一人。1976年9月4日対本田技研（ホンダエルク）戦にて日本リーグにおけるチーム初得点を挙げている。チームは1977/78シーズンには日本リーグ初優勝を飾る。
全日本では、1967年立教大在学時に世界選手権出場、以降1970年全立教の選手として、1974年湧永の選手として、2度出場した。1972年ミュンヘン五輪にはすでに中心選手として活躍、1976年モントリオール五輪では主将として出場、1980年モスクワ五輪を目指した代表でもメンバー入りしていた。
現役引退後、全日本男子コーチや全日本男子ジュニア監督を歴任、1980年からは湧永製薬監督として活躍した。
その後は、日本ハンドボール協会入りし常任理事として活躍、熊本で行われた1997年世界選手権では広報部長を務めた。また、湧永製薬部長としても活躍した。
2007年、環太平洋大学体育学部体育学科教授および同大学男子ハンドボール部監督に就任した。岡山県ハンドボール協会顧問も兼務する。